# Alexander Schaichet

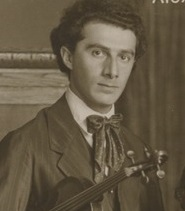
Alexander Schaichet (1915)

Alexander Schaichet (geboren am 11. Junijul. / 23. Juni 1887greg.  in Nikolajew, Russisches Kaiserreich; gestorben am 19. August 1964 in Zürich) war ein Schweizer Violinist, Bratschist und Dirigent russischer Herkunft. Als Gründer des Kammerorchesters Zürich, des weltweit zweiten Kammerorchesters moderner Prägung, war er ein Pionier der Kammerorchesterbewegung und ein bedeutender Förderer Neuer Musik.

## Biographie
Alexander Schaichet war das ältere von zwei Kindern des jüdischen Ehepaars Chaim und Berta Schaichet. Diese führten in Nikolajew in der heutigen Ukraine einen kleinen Kolonialwarenladen. 1899 übersiedelte der 12-jährige Alexander nach Odessa, wo er 1903 an der Musikakademie in die Violinklasse von Alexander Fiedemann eintrat. Auf Empfehlung seines Lehrers wechselte Schaichet 1906 an das Königliche Konservatorium zu Leipzig, wo er 1911 seine Ausbildung mit Auszeichnung abschloss.
Noch im selben Jahr wurde Schaichet nach Jena berufen. Am Konservatorium der Musik übernahm er eine Konzertausbildungsklasse, er wurde erster Konzertmeister der akademischen Konzerte und Vizedirigent des von Fritz Stein geleiteten Collegium Musicum. Erfolge erzielte er sodann mit dem «Jenaer Streichquartett» in der Zusammensetzung Alexander Schaichet, Joachim Bransky, Joachim Stutschewsky und Fritz Kramer. Regelmäßig konzertierte er auch mit dem von Max Reger gegründeten «Meininger Trio».
Auf einer Schweizer Reise mit Stutschewsky wurde Schaichet im August 1914 vom Ausbruch des Ersten Weltkriegs überrascht und blieb. Er ließ sich in Zürich nieder, wo er 1919 die ungarische Pianistin Irma Löwinger heiratete, mit der er in der Folge auch künstlerisch eng zusammenarbeitete. Sie war aus Budapest nach Zürich gekommen, um bei Ferruccio Busoni zu studieren. Das Paar hatte drei Kinder. Als staatenloser Russe erhielt Schaichet 1921 den Nansen-Pass, 1927 folgte im dritten Anlauf der Schweizer Pass.  Schaichet starb nach kurzer Krankheit 1964 in Zürich.
Der Politiker und Unternehmer Nicola Forster ist einer seiner Urenkel.

## Musikalisches Wirken
Als vielseitiger Musiker wirkte er sowohl als Kammermusiker, als Gründer und Dirigent des Kammerorchesters Zürich wie auch als Pädagoge. 1940 übernahm er die Leitung der Violinklasse an der Musikakademie Zürich und bildete bis zu seinem Tod 1964 Berufsmusiker aus. Schaichet setzte sich zeitlebens für Neue Musik ein.

### Kammerorchester Zürich, 1920–1943
1920 gründete Alexander Schaichet das Kammerorchester Zürich (nicht zu verwechseln mit dem 1945 entstandenen Zürcher Kammerorchester ZKO), das er bis zu dessen Auflösung 1943 leitete. Es wurde zum Vorbild des sechs Jahre später gegründeten Basler Kammerorchesters von Paul Sacher. Als erstes Kammerorchester in der Schweiz spezialisierte sich das Kammerorchester Zürich auf Entdeckungen Alter und Neuer Musik. Insgesamt 51 Ur- und 215 Erstaufführungen von Werken Alter und Neuer Musik prägten die Konzertprogramme. Das Orchester spielte Konzerte vor allem in Zürich, aber auch in anderen Städten der Schweiz. Schaichet erschloss mit dem Kammerorchester Zürich Werke Alter Musik von Monteverdi bis zu Karl Stamitz. Der zweiten Generation von Schweizer Komponisten des 20. Jahrhunderts (Robert Blum, Paul Müller-Zürich, Willy Burkhard, Albert Moeschinger) bot er mit dem Ensemble eine wichtige Möglichkeit ihre Werke bekannt zu machen. Unter den internationalen Komponisten der Zeit befanden sich Namen wie Paul Hindemith, Béla Bartók, Ernst Krenek und Max Reger, deren Werke er regelmäßig aufführte.

### Gründer von IGNM, «Pro Musica» und «Omanut»
Schaichet setzte sich zeitlebens für Neue Musik ein. So war er 1923 Gründungsmitglied und Vorstand der Schweizer Sektion der IGNM (Internationale Gesellschaft für Neue Musik) und 1935 Mitbegründer der «Pro Musica», Ortsgruppe Zürich der IGNM. Bei deren Konzerten trat er als Kammermusiker und als Dirigent mit dem Kammerorchester Zürich auf. 1941 gründete er zusammen mit dem Bariton Marko Rothmüller den Verein «Omanut», der bis heute das Verständnis und die Förderung jüdischer Kunst in der Schweiz zum Ziel hat.

## Auszeichnungen
- 1953: Ehrengabe der Stadt Zürich, zusammen mit dem Komponisten Arthur Honegger
- 1962: Hans-Georg Nägeli-Medaille der Stadt Zürich für Verdienste um das musikalische Schaffen